# Oldersumer Religionsgespräch
Das Oldersumer Religionsgespräch war ein im Juni 1526 in Oldersum von Ulrich von Dornum initiiertes öffentliches Streitgespräch des Emder Predigers Georg Aportanus (protestantisch-lutherisch) mit dem katholischen Dominikanerprior Laurens Laurensen. Die im Anschluss von Ulrich verfasste Schrift über das Streitgespräch fand weite Verbreitung und trug auf diese Weise zur schnellen Durchsetzung des Protestantismus in Ostfriesland bei.
Nur kurz nachdem der Reformator Martin Luther als Antwort auf die Ablasspredigt Johann Tetzels am 31. Oktober 1517 seine 95 Thesen in Wittenberg veröffentlicht hatte, wurde in Ostfriesland die evangelische Lehre angenommen. Bereits 1519 soll der Oldersumer Pastor Hinrich Arnoldi Gottesdienst nach dem evangelischen Bekenntnis gehalten haben, wie Heinrich Brun in Aurich. Ein eifriger Förderer der Reformation war Ulrich von Dornum (van Dornum). Ulrich, der 1494 durch Heirat in den Besitz der halben Burg und Herrlichkeit Oldersum gekommen war, initiierte und organisierte im Juni 1526 die öffentliche Disputation des Predigers Georg Aportanus aus Emden mit dem katholischen Dominikanerprior Laurens Laurensen aus Groningen. Ulrich hat über das Streitgespräch eine Schrift verfasst, die in Wittenberg gedruckt wurde.
Aufgrund des Einflusses der Calvinisten, vor allem durch Johannes Calvin und Ulrich Zwingli, ist der weitaus überwiegende Teil des westlichen Ostfrieslands seitdem evangelisch-reformiert.
Oldersum war neben Emden ein Zentrum der „ostfriesischen Kirchenreformer“: Der Burgherr Ulrich beherbergte 1529 Andreas Bodenstein (alias Karlstadt); danach waren höchstwahrscheinlich auch Menno Simons und andere „Taufgesinnte“ (Mennoniten) dort zu Gast.